# Тетерівка (річка)
Те́терівка — річка в Україні, в межах Чуднівського району Житомирської області, права притока Тетерева (басейн Дніпра).

## Опис
Довжина 27 км. Площа басейну 244 км². Похил річки 2,2 м/км. Річкова долина завширшки 1,6 км. Заплава завширшки до 200 м. Річище звивисте, завширшки до 2 м. Використовується на господарські потреби. На річці споруджено кілька ставів, найбільший з яких у селі Бейзимівці.

## Розташування
Тетерівка бере початок на південь від села Жеребки. Тече спочатку на північ, далі на північний захід. Впадає до Тетерева на південній околиці села Волосівки. 
На річці — смт Іванопіль.

## Притоки
- Грабарка, Заруда,  (праві).

- Червоненська Руда - невеликий струмок, права притока Тетерівки в колишньому Чуднівському районі. Бере початок на заході від Богданівки. Тече переважно на північний захід івпадає у Тетерівку в Галіївці[1].

- Червона Руда - невеликий струмок, права притока Тетерівки в колишньому Чуднівському районі[2][1]. Починається на північному сході від Медведихи. Тече переважно на північний захід і на північній околиці Малої Волиці впадає у Тетерівку.

- Куца Руда - невеликий потік, права притока Тетерівки. Починається на південному заході від селища Вакуленчука. Тече переважно на захід і на північно-східній околиці села Галїївки впадає у річку Тетерівку.[1].